# Apocyn
Apocynum
Genre
Les Apocyns (genre Apocynum) sont des plantes dicotylédones de la famille des Apocynaceae, sous-famille des Apocynoideae, originaire d'Eurasie et d'Amérique du Nord, qui compte sept espèces acceptées.
Ce sont des plantes herbacées vivaces, parfois des arbustes, produisant un latex blanc, aux feuilles opposées, rarement alternes. Les fleurs, petites, blanches ou roses, sont groupées en pseudo-thyrses terminaux.

## Étymologie
Le nom générique « Apocynum » est un terme latin, transcription du grec ancien ἀπόκυνον attesté chez Dioscoride, « qui éloigne, qui tue les chiens ». Ce terme est formé de deux racines grecques : ἀπό (apo), « loin », et κῦνος (kûnos, latin cynum), « chien », en référence au caractère toxique de ces plantes pour les chiens,.

## Taxinomie

### Synonymes
Selon  World Checklist of Selected Plant Families :
- Apocynastrum Heist. ex Fabr.
- Poacynum Baill.
- Trachomitum Woodson,
- Cynopaema Lunell
- Trachomitum Woodson

### Liste d'espèces
Selon The Plant List (17 août 2019) :
- Apocynum androsaemifolium L.
- Apocynum cannabinum L.
- Apocynum floribundum Greene
- Apocynum jonesii Woodson
- Apocynum medium Greene
- Apocynum pictum Schrenk
- Apocynum venetum L.

### Liste d'espèces, sous-espèces et variétés
Selon World Checklist of Selected Plant Families (WCSP) (17 août 2019) :
- Apocynum androsaemifolium L. (1753)
  - sous-espèce Apocynum androsaemifolium subsp. androsaemifolium
    - variété Apocynum androsaemifolium var. griseum (Greene) Bég. & Belosersky, Atti Reale Accad. Lincei, Mem. Cl. Sci. Fis., ser. 5a (1913)
    - variété Apocynum androsaemifolium var. incanum A.DC. (1844)
    - variété Apocynum androsaemifolium var. intermedium Woodson (1930)

  - sous-espèce Apocynum androsaemifolium subsp. pumilum (A.Gray) B.Boivin (1966)
    - variété Apocynum androsaemifolium var. tomentellum (Greene) B.Boivin (1966)
    - variété Apocynum androsaemifolium var. woodsonii B.Boivin (1966)
- Apocynum cannabinum L. (1753)
- Apocynum × floribundum Greene (1893)
- Apocynum pictum Schrenk (1844)
- Apocynum venetum L. (1753)
  - sous-espèce Apocynum venetum subsp. armenum (Pobed.)
  - sous-espèce Apocynum venetum subsp. basikurumon (H.Hara)
  - sous-espèce Apocynum venetum subsp. lancifolium (Russanov)
  - sous-espèce Apocynum venetum subsp. russanovii (Pobed.)
  - sous-espèce Apocynum venetum subsp. sarmatiense (Woodson)
  - sous-espèce Apocynum venetum subsp. scabrum (Russanov)
  - sous-espèce Apocynum venetum subsp. tauricum (Pobed.)
  - sous-espèce Apocynum venetum subsp. venetum